# Клетка тигра 3
«Кле́тка ти́гра 3» (англ. Tiger Cage 3, иер. трад. 冷面狙擊手, упр. 冷面狙击手, кант.-рус.: Лан минь чёй кик сау) — гонконгский драматический криминальный боевик 1991 года, срежиссированный Юнь Вопхином по сценарию Энтони Вона и Патрика Лёна. Главные роли в картине исполнили Шарла Чён, Чён Куоклён и Майкл Вон. Несмотря на своё название, фильм сюжетно не связан с «Клеткой тигра» (1988) и «Клеткой тигра 2» (1990).

## Сюжет
Джеймс и Джон — приятели, сотрудники гонконгского Бюро по экономическим преступлениям. Джон, помимо работы, имеет дела на фондовом рынке, а Джеймс опасается потерять свою высокомерную и амбициозную девушку Суки. Два друга ведут наблюдение за теневой сделкой, заключённой начальником Суки, но девушка планирует двойную игру: арест начальника идёт на пользу криминальному авторитету Лэй Сиупону, который впоследствии становится новым боссом Суки, и эти двое замышляют обчистить бизнесмена по имени Джефф. Между тем в результате одного неудачного рейда у Джеймса сгорает половина лица, и тот вынужден залечь на дно. Всё ещё испытывая тёплые чувства к Суки, Джеймс постепенно приходит к решению вернуться. Его отношения с другом становятся напряжёнными, поскольку Джон видит истинное лицо Суки, но Джеймс не желает смотреть правде в глаза.

## В ролях
| Актёр        | Роль                                                  |
| ------------ | ----------------------------------------------------- |
| Шарла Чён    | Суки Чён                                              |
| Чён Куоклён  | Джеймс, инспектор                                     |
| Майкл Вон    | Джон, инспектор                                       |
| Вон Камкон   | Лэй Сиупон                                            |
| Джон Чён     | Рой                                                   |
| Ву Фун       | Джефф / сэр Лиу                                       |
| Лау Сёнь     | рыбак, спасший Джеймса                                |
| Майкл Динга  | Алекс                                                 |
| Ридли Чхёй   | Билли                                                 |
| Тхам Сукмуй  | секретарша Суки                                       |
| Лау Фай      |                                                       |
| Си Мэйи      | инспектор Чхань Таксам                                |
| Ситхоу Чикён | бандит Сиупона                                        |
| Фон Вайлап   | Уильям Вон                                            |
| Ван Дэцзинь  | Чань                                                  |
| Лёй Сиумин   | Стивен, сотрудник Бюро по экономическим преступлениям |
| Лам Куоккит  | сотрудник Бюро по экономическим преступлениям         |

## Восприятие
На сайте Internet Movie Database, международной базе данных о кино, общая оценка зрителей составляет 5,6 балла из 10 при свыше 360 голосов. Средняя оценка зрителей в китайской кинобазе Douban составляет 5,8 балла из 10 на основе свыше 620 голосов.
Мнения кинокритиков:
- «В общем и целом, очень достойное завершение трилогии», — Борис Хохлов, Hong Kong Cinema[4].
- «...приятное дополнение к сериалу без предложения чего-либо нового», — Тони Райан, Far East Films[5].